# Etapeløb (landevejscykling)
 For alternative betydninger, se Etapeløb. (Se også artikler, som begynder med Etapeløb)
Et etapeløb er et cykelløb, der foregår over flere dage. Rytterne kører dele af løbet hver dag, og typisk vil resultaterne fra de forskellige dage blive lagt sammen til et endeligt resultat. Der er ofte flere forskellige parametre, der bliver målt under et etapeløb, for eksempel overordnet stilling, flest vundne løb og så videre. Et etapeløb kan f.eks. være opdelt i 5-6 etaper, som Danmark Rundt eller i 21 etaper, som i Tour de France. I de lange etapeløb er der typisk indlagt to hviledage, hvor cykelrytterne kan restituere.
Et typisk etapeløb er sammensat både af etaper med almindelig fællesstart, med holdstart og med enkeltstart , hvor hver rytter er på egen hånd. Af samme grund er vinderen typisk en rytter, der mestrer flere discipliner rimeligt godt, og ryttere der er gode i bjergene har typisk en større chance for at vinde et af de store etapeløb, da flere af etaperne er bjergetaper.
Det mest berømte etapeløb indenfor cykelsporten er Tour de France. Dernæst er Giro d'Italia og Vuelta a España de vigtigste. Disse tre kaldes Grand tours. De tre store etapeløb kan have flade etaper, bakkeetaper, medium bjergetaper og bjergetaper, udover at de også har etaper med enkeltstart.
Et andet stort såkaldt criterium er Dauphiné Libéré. 

## Etapeløb i Danmark
Det største danske etapeløb Post Danmark Rundt rangerer i kategorien 2.HC
Man cykler lige i underkanten af 1.000 km på en 4-5 dage. Man starter typisk i Jylland og kører 2-3 etaper, hvor man ender på Fyn og der er 1 etape og så kommer Sjælland hvor man kører 3 etaper, fordelt på to dage, man kører en etape på 90-100 km om formiddagen og om aftenen køres en enkeltstart på 10-20 km og den er typisk 15 eller 16km lang og er afgørende for de ti bedste ryttere.

## De store etapeløb
De store etapeløb ( Tour de France, Giro d'Italia, Vuelta a España ) varer cirka 3 uger. Det er 3 hårde uger for cykelrytterne. Der køres langt og hurtigt, enkelte etaper er voldsomt udfordrende, og rytterne får ikke megen tid til at restituere sig.
Vinderen bliver ofte tildelt en bestemt farvet trøje, for at indikikere at de fører løbet. I de 3 store etape løb er der forskellige trøjer som man kan vinde:
- Den gule trøje : Den rytter der fører hele løbet. Dog er trøjen lyserød i Giro d'Italia, og rød i Vuelta a España
- Den hvide trøje : den bedst placerede rytter, som er under 25 år
- Den grønne trøje : til den sprinter, som har skaffet flest point ( point skaffer man ved af vinde etaper eller såkaldte indlagte spurter)
- Den prikkede bjergtrøje: den cykelrytter, der har skaffet flest bjergpoint (bjergpoint kan man skaffe ved af komme først over et bjerg).

Dertil kommer andre typer indbyggede konkurrencer i cykelløbene . F.eks. holdkonkurrencen i Tour de France, hvor det hurtigste hold benytter gule rygnumre i stedet for hvide.